# Radiohuset
Radiohuset är en byggnad på Östermalm i Stockholm, som är huvudkontor för Sveriges Radio. Byggnaden ligger inom kvarteret Förrådsbacken vid Oxenstiernsgatan, bredvid TV-huset, i närheten av Filmhuset och intill Gärdets sportfält. I Radiohuset produceras och sänds stora delar av Sveriges Radios nationella programverksamhet samt vissa lokala program. Hösten 2008 flyttade den lokala SR-kanalen i Stockholm, P4 Stockholm och dåvarande SR Metropol till Radiohuset från sina tidigare lokaler på Kungsholmen. Fastigheten är blåmärkt av Stadsmuseet i Stockholm vilket betyder "att bebyggelsen bedöms ha synnerligen höga kulturhistoriska värden".

## Bakgrund

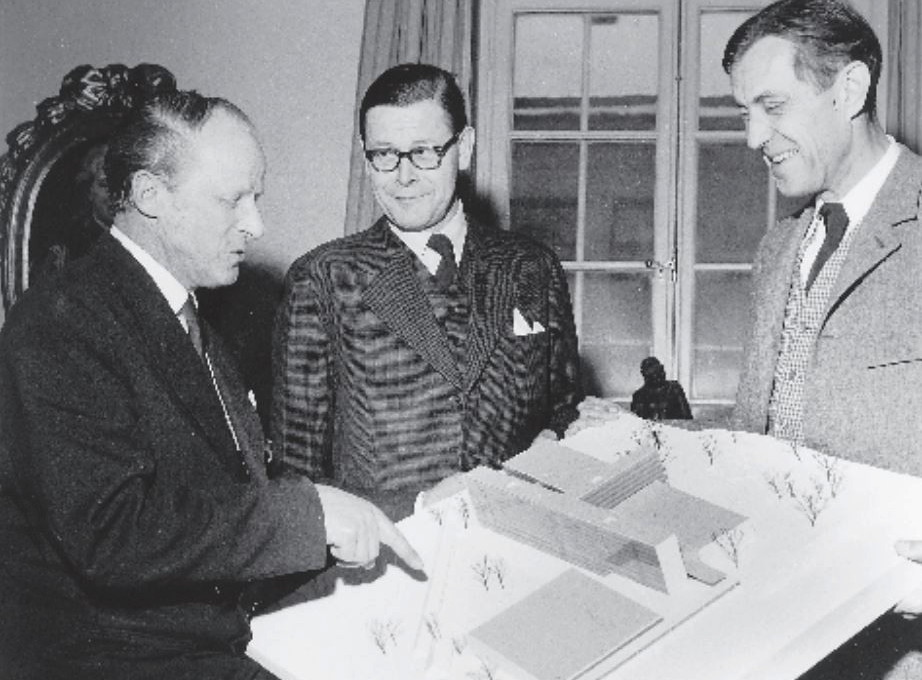
Modellen för nya Radiohuset presenteras på en presskonferens 20 januari 1958. Från vänster: Erik Mattsson från Sveriges Radio, byggnadsrådet Hans Brunnberg och arkitekten Sune Lindström.

Redan 1931 fanns planer på att bygga ett radiohus i Stockholm som skulle ligga på en tomt vid Hantverkargatan i kvarteret Kartagos backe intill Kungsholmens brandstation. Arkitektuppdraget gick till Ragnar Östberg som presenterade ett första förslag i maj 1931. Byggnaden gavs ett klassiserande yttre och innehöll kontor, arkiv och studiolokaler. Östbergs förslag kom inte till utförande, förmodligen på grund av brist på medel eller att hans radiohus inte övertygade uppdragsgivaren AB Radiotjänst.
Under 1930- och 1940-talen följde ytterligare några förslag som dels hade ritats av Radiotjänsts dåvarande chef Erik Mattsson och arkitekterna Georg Scherman och Bengt Romare. Placeringen skulle först var i kvarteret Rekryten vid Gustav Adolfskyrkan på Östermalm. Andra placeringsförslag var vid Valhallavägen eller norr om Diplomatstaden där amerikanska ambassaden ligger idag. 
Tomten vid Valhallavägen omfattade 35 000 kvadratmeter och bestod i stort sett av det som var Svea artilleriregementes byggnader som skulle rivas. År 1945 presenterade Scherman och Romare ett konkret ritningsförslag där det nya radiohuset hade förlagts till Valhallvägen norra sida, i Sibyllegatans och Grev Turegatans förlängning. Förslaget visade ett sju våningar högt kontorshus och i väster två stora konsertsalar. Till kontorsbyggnaden fogades en fyra våningar hög bygelformad del. Komplexet inramade en gård som skulle förses med en vattenspegel och som skulle vända sig ut mot Valhallavägen. Den 7 februari 1945 hölls en presskonferens där det nya radiohuset presenterades. Tidskriften Byggmästaren, ägnade nästan hela nummer 7/1945 åt det planerade bygget som skulle stå färdigt omkring 1950. 
Trots att tomtfrågan hade fått sin lösning, ritningar fanns och Byggnadssyrelesen hade fått i uppdrag att uppföra ett radiohus efter Schermans och Romares ritningar avbröts arbetet. Under hösten 1946 visade det sig att radiohuset inte skulle kunna påbörjas på grund av brist på arbetskraft och material. Därför sökte Byggnadsstyrelsen efter en ny tomt för ett radio- och ett framtida tv-hus. Man fann en tomt som motsvarade kraven på Gärdet, inom Valhallavägen, Strandvägen, Oxenstiernsgatan och Gärdesgatan (tidigare plats för Svea artilleriregementes laboratorium). På tomten fanns endast ett fåtal byggnader, vilket innebar att man skulle slippa problemet med att utrymma området inför radiohusbygget. Schermans och Romares ritningar skrotades och 1957 fick Vattenbyggnadsbyrån (VBB) uppdraget att rita den nya anläggningen. Vid tiden när uppdraget tilldelades VBB var Sune Lindström företagets chefsarkitekt. Eftersom Lindström hade många andra åtaganden var det hans kollega vid VBB Erik Ahnborg som fick huvudansvaret för ritningsarbetet.

## Bygget

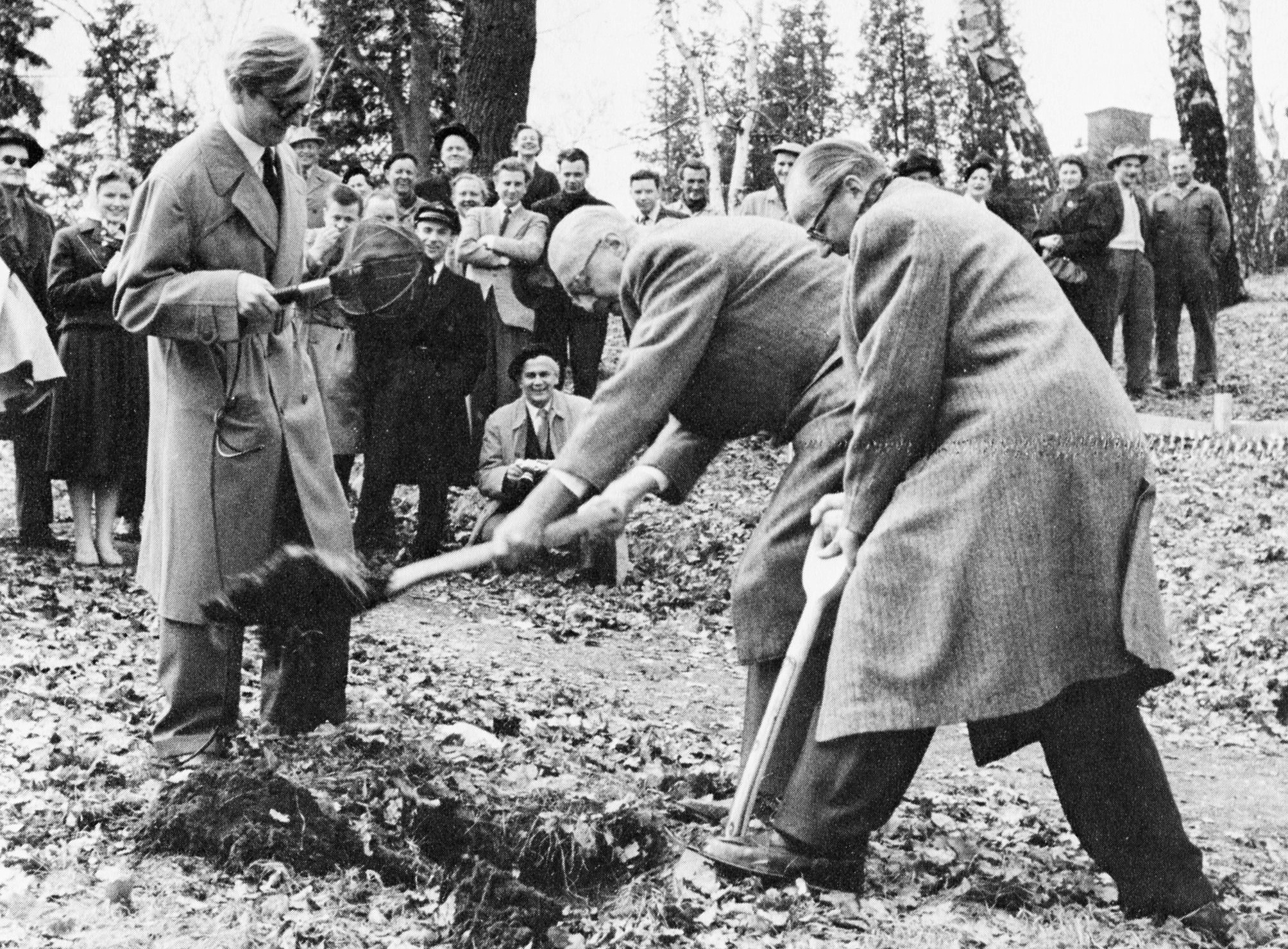
Första spadtaget tas av Sven Jerring (vänster) och Erik Mattsson, Bengdt Friberg intervjuar, 2 maj 1958.

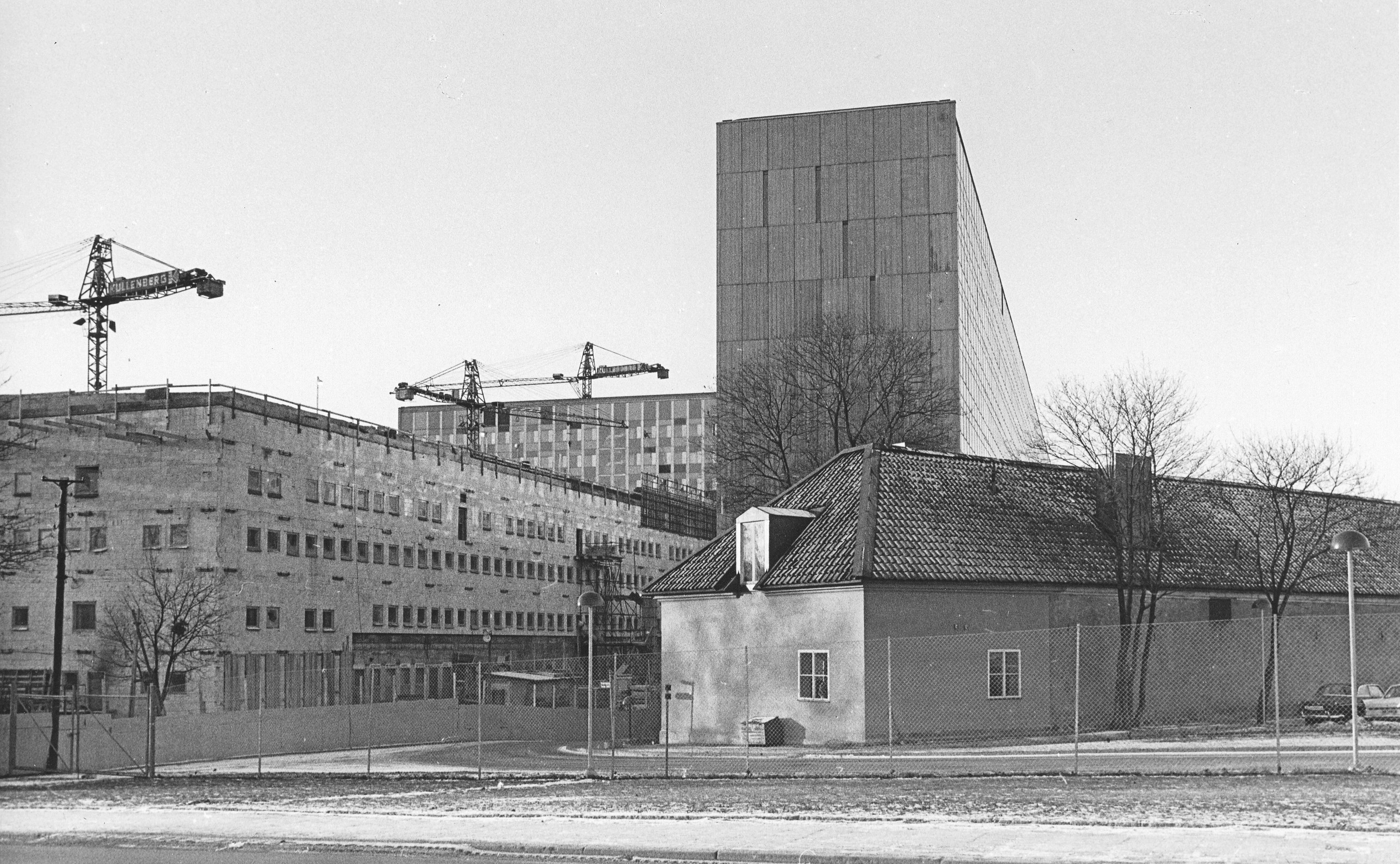
Radiohuset byggs 1964.

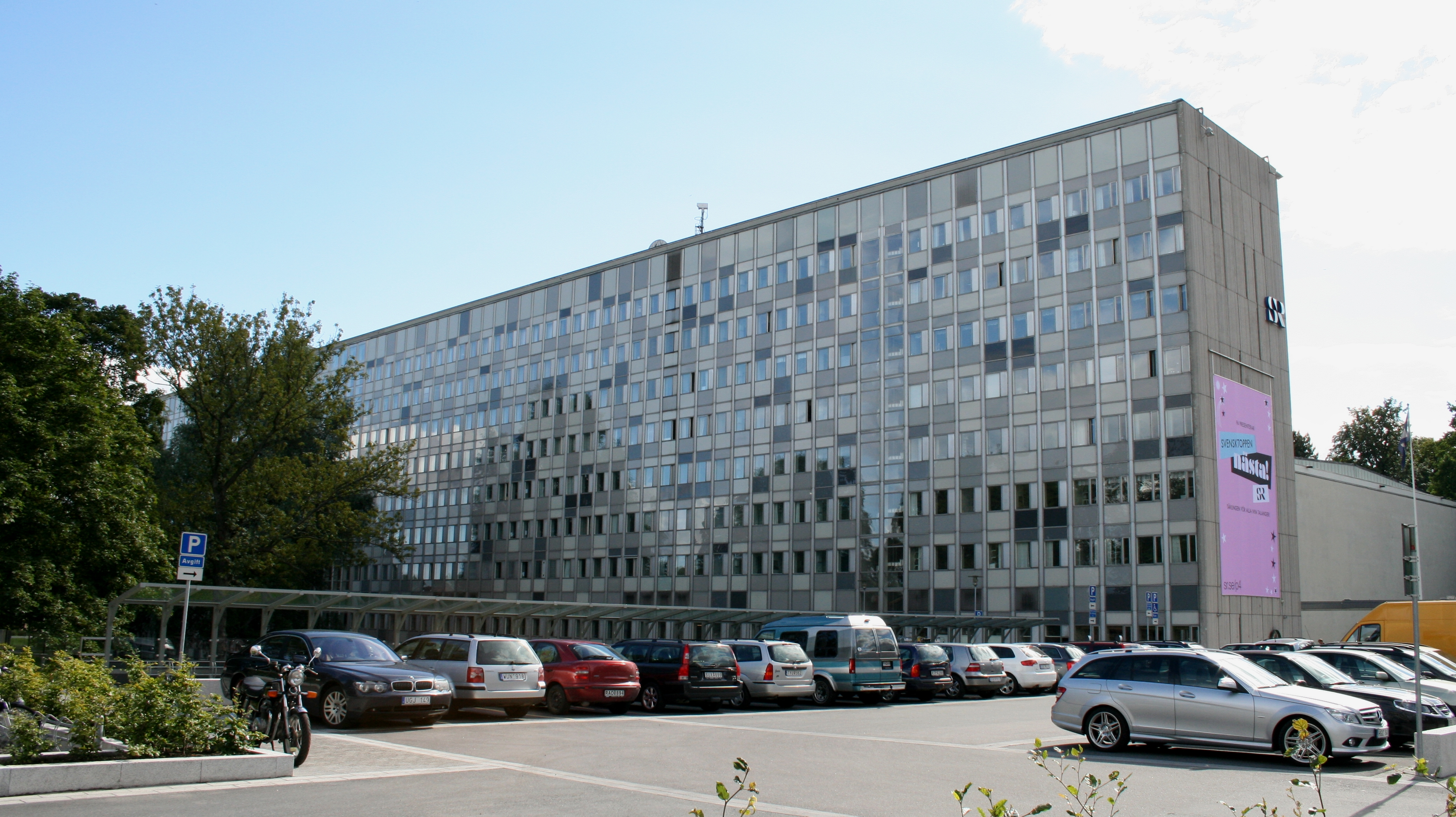
Radiohuset 2008.

Första spadtaget togs av Sven Jerring och Erik Mattsson den 2 maj 1958. Inflyttningen började 1961 och den officiella invigningen skedde den 22 september 1962. I och med att Radiohuset successivt togs i bruk kunde Sveriges Radio avveckla sina gamla lokaler vid Kungsgatan 8 samt Karlaplansstudion. 
Huset, som är format som ett H, består av två stora huskroppar som binds samman på mitten. Den nordliga delen, Kontorshuset, innehåller främst redaktions- och administrativa lokaler. Den lägre, sydliga delen inrymmer i första hand studio- och andra produktionsutrymmen. Där finns också Sveriges Radios stora musiksamling, Grammofonarkivet. I källaren finns också TV-arkivet, som organisatoriskt emellertid tillhör SVT.
Mellan de båda hushalvorna finns Hangaren. Det är en stor hall som bland annat innehåller en servering och entréerna till de större studiolokaler som används i olika produktioner med publik. Där finns även studiolokaler med god insyn, som används av P4 Stockholm. Tidigare användes även lokalerna av P5 STHLM, deras sändningar upphörde i November 2018. Hangaren renoverades med att P4 flyttade in 2008.
Radiohuset är, liksom grannbyggnaderna som inrymmer Sveriges Television, byggt på tidigare militärt område. På Radiohusets tomt finns flera gamla byggnader som minner om områdets militära förflutna, bland dem Krutkällaren och Stora Stenskjulet som är en förrådslänga från 1750-talet vilken har byggts om till personalmatsal. Där finns också en gammal militärkyrkogård, Artillerikyrkogården. Områdets centrala del kallas Radiohusparken som gestaltades av landskapsarkitekt Walter Bauer.
Radiohuset och även SVT:s byggnader är ett civilt skyddsobjekt. Orsaken är att Sveriges radio / TV har en viktig roll som Nyhetsförmedlare i hela Sverige, samt sändningsledningens viktiga roll vid krissituationer.